# 스파스카야역
스파스카야역(러시아어: Спасская)은 러시아 상트페테르부르크 시에 있는 상트페테르부르크 지하철 프라보베레즈나야 선의 역이다. 이 역은 원래 2008년 12월에 개통될 예정이었으나, 역의 환승 에스컬레이터에 대한 막바지 수리로 인하여 2009년 3월 7일에 개통되었다. 역명은 센나야 광장에 위치했던 스파스 교회의 철거된 사원의 이름을 따서 제정되었다.

## 환승
스파스카야 역에서는 지하 환승 통로를 통해 모스콥스코 페트로그라츠카야 선의 센나야 플로샤디 역과 프룬젠스코 프리모르스카야 선의 사도바야 역과 연결되어 3개 노선으로의 환승이 가능하다.

## 사진

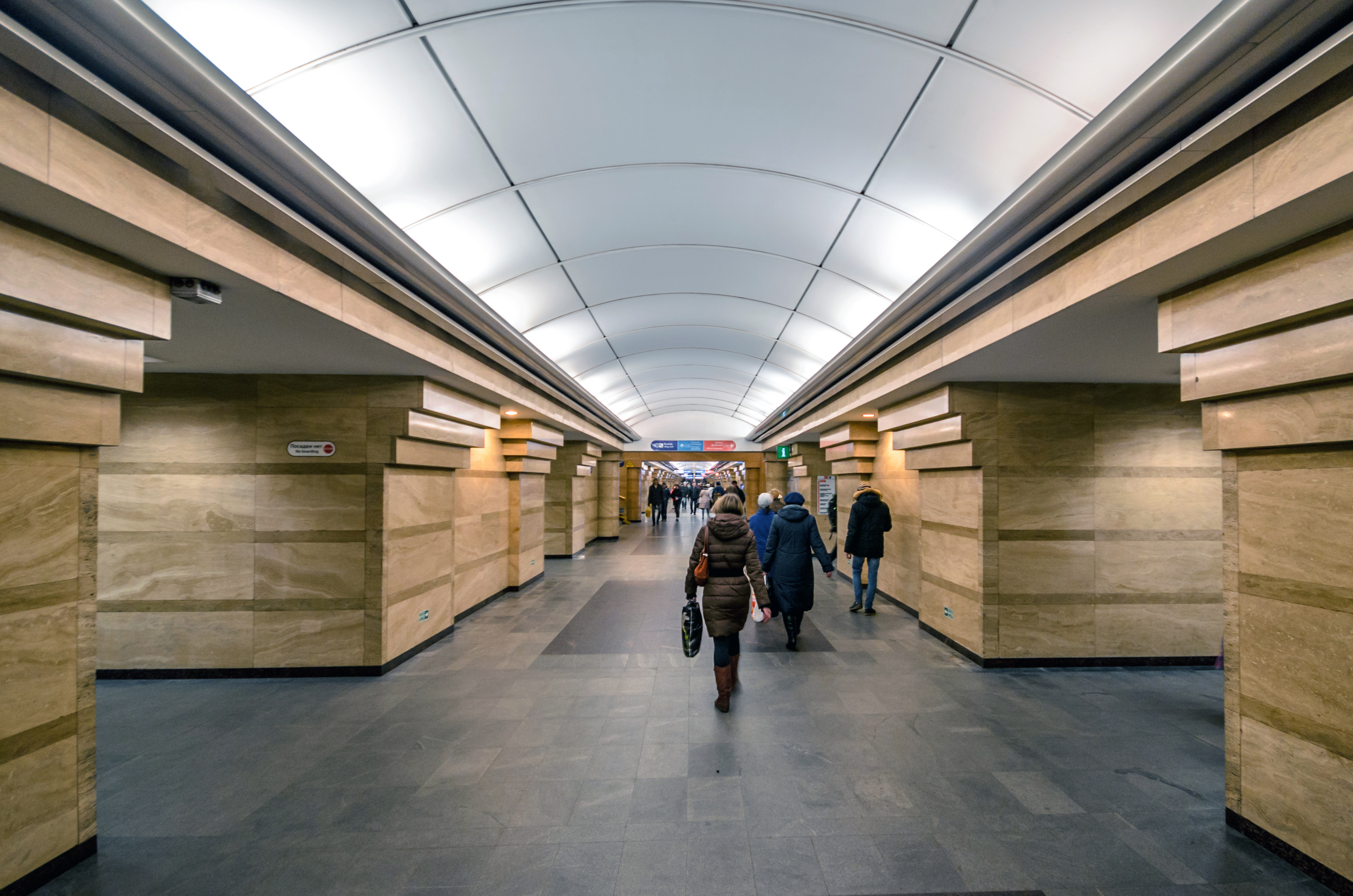
지하 연결통로
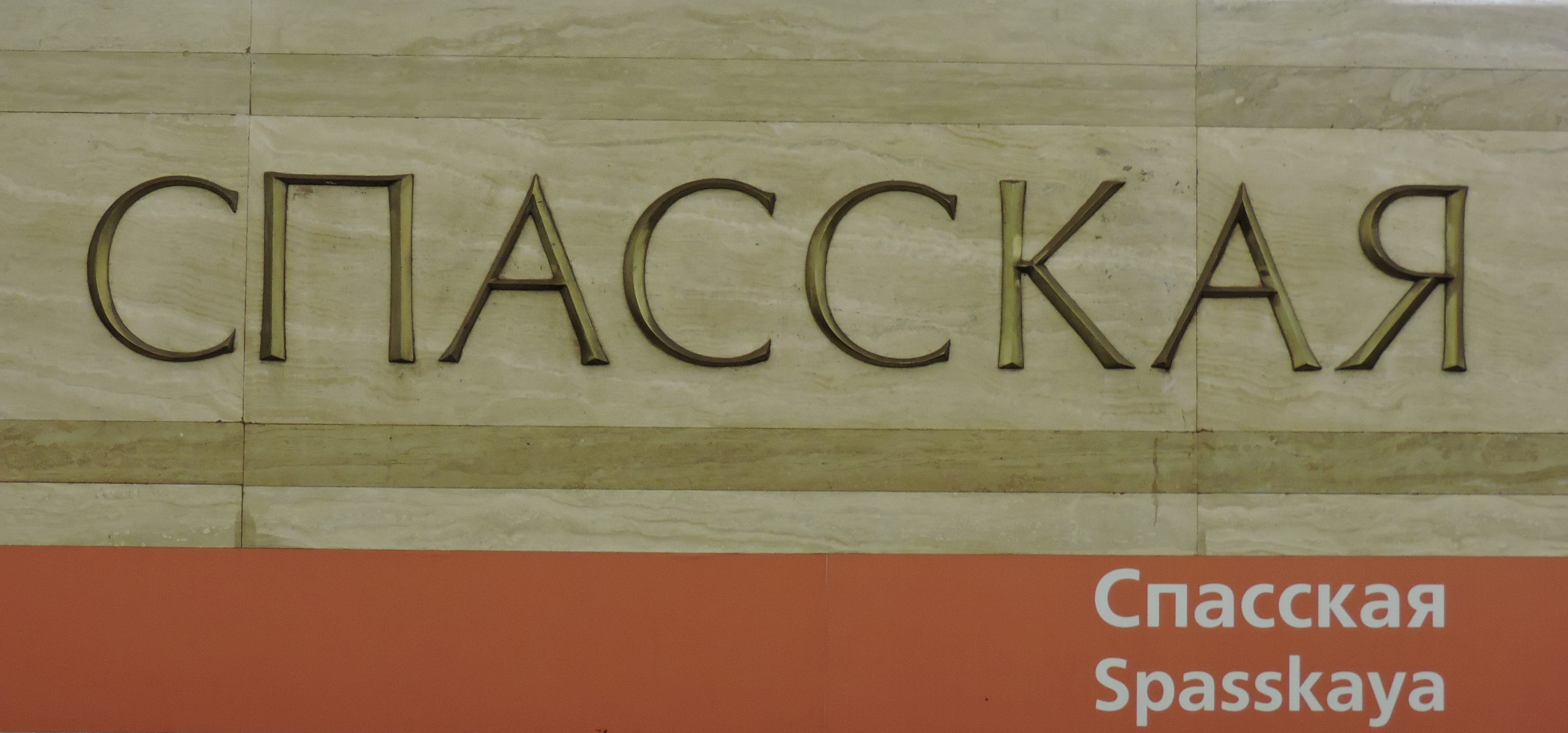
역명판
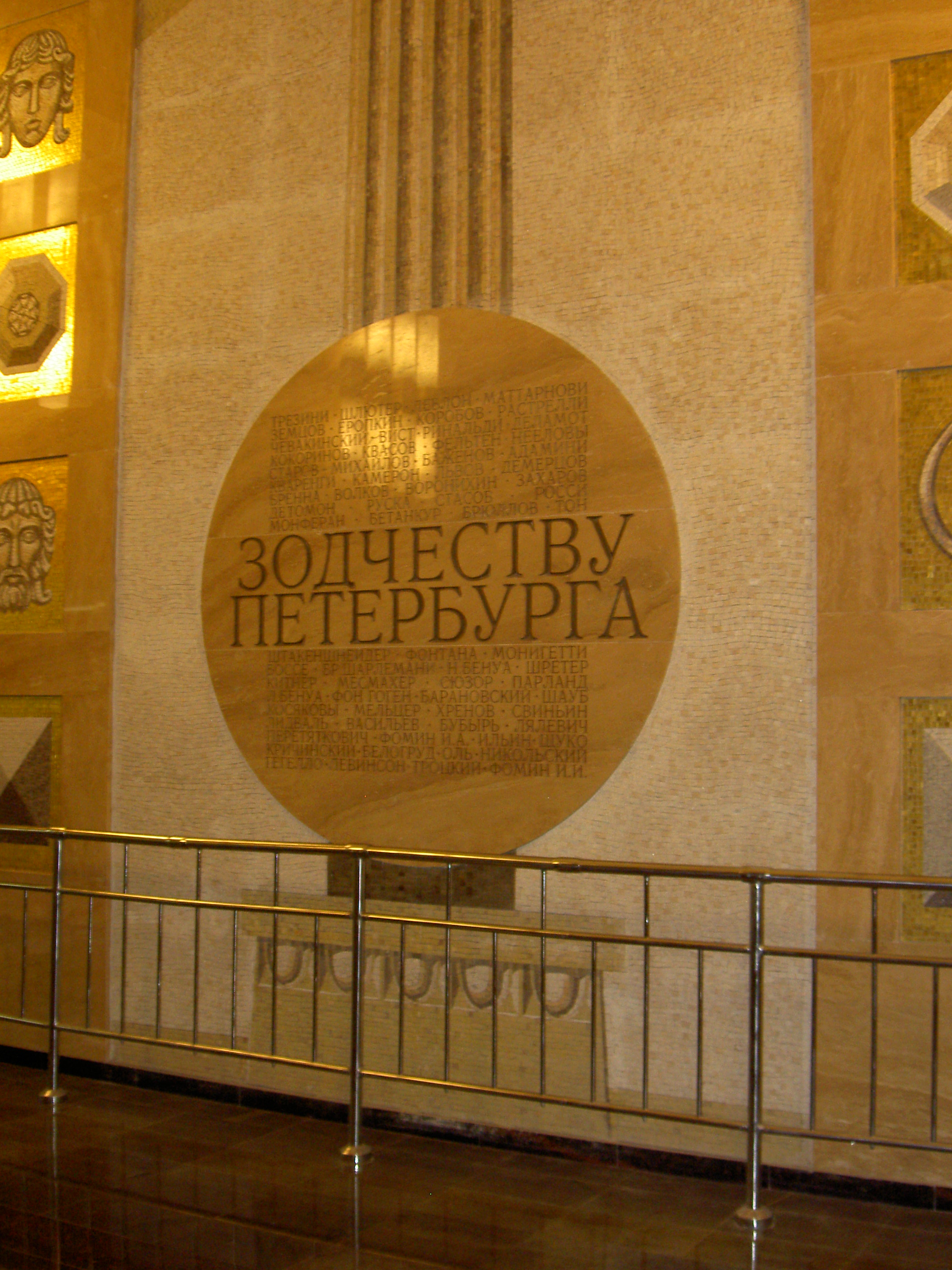
"상트페테르부르크 명예" 표지판